# Ladići
 Ladići  (olaszul: Ladici) falu Horvátországban, Isztria megyében. Közigazgatásilag Kanfanarhoz tartozik.

## Fekvése
Az Isztria középső részén, Rovinjtól 16 km-re északkeletre, községközpontjától 2 km-re északnyugatra fekszik.

## Története
A település létrejötte azzal a népesség vándorlással van kapcsolatban, amikor a 16. század végén és a 17. század elején a török elől Dalmáciából nagy számú horvát menekült érkezett az Isztriára. Dvigrad várának uradalmához tartozott. A településnek 1880-ban 62, 1910-ben 101 lakosa volt. Az első világháború után a rapallói szerződés értelmében Isztria az Olasz Királysághoz került. A második világháború után Jugoszlávia része lett. Jugoszlávia felbomlása után 1991-ben a független Horvátország része lett. 2011-ben a falunak 34 lakosa volt. Lakói mezőgazdasággal (szőlő, olajbogyó és gabonatermesztéssel) foglalkoznak.

## Nevezetességei
A falutól északra a temetőbe áll Szent Szixtusz tiszteletére szentelt temploma. A templom 12. században épült, egyhajós épület a homlokzat északi oldalán emelkedő harangtoronnyal. A középkorban egy kis bencés kolostor állt mellette. Harangtornya 11 méter magas

## Lakosság
| Lakosság változása | Lakosság változása | Lakosság változása | Lakosság változása | Lakosság változása | Lakosság változása | Lakosság változása | Lakosság változása | Lakosság változása | Lakosság változása | Lakosság változása | Lakosság változása | Lakosság változása | Lakosság változása | Lakosság változása | Lakosság változása |
| ------------------ | ------------------ | ------------------ | ------------------ | ------------------ | ------------------ | ------------------ | ------------------ | ------------------ | ------------------ | ------------------ | ------------------ | ------------------ | ------------------ | ------------------ | ------------------ |
| 1857               | 1869               | 1880               | 1890               | 1900               | 1910               | 1921               | 1931               | 1948               | 1953               | 1961               | 1971               | 1981               | 1991               | 2001               | 2011               |
| 0                  | 0                  | 62                 | 65                 | 82                 | 101                | 0                  | 0                  | 76                 | 72                 | 61                 | 56                 | 53                 | 44                 | 40                 | 34                 |